# Caramy
Ne doit pas être confondu avec Caramany.
Le Caramy (parfois orthographié Carami) est une rivière du Var, qui prend sa source à 470 mètres d'altitude sur l'ubac du Mourré d'Agnis au sud de Mazaugues, et se jette dans l'Argens à Carcès.

## Géographie
De 45,9 km de longueur, la rivière traverse, depuis sa source jusqu’à Tourves ; des vallées encaissées aux paysages remarquables. Son lit serpente ensuite dans la grande plaine de Brignoles où la viticulture est l’activité dominante, puis sinue entre les collines avant de rejoindre l'Issole à l'entrée du lac de retenue de Carcès. Enfin, il se jette dans l’argens à la sortie de Carcés.

## Les gorges du Caramy
Les gorges du Caramy s'étendent sur environ 4,5 km du Saut du Cabri (Mazaugues) jusqu'au pont Romain situé à Tourves. Elles constituent l’un des territoires remarquables du futur parc naturel régional de la Sainte-Baume et seront classées en zone Natura 2000 prochainement (C.M du 28/04/2015) pour ses paysages géologiques et sa biodiversité remarquable.

## Communes traversées
Dans le seul département du Var, le Caramy traverse sept communes, 
- Dans le sens amont vers aval : Mazaugues (source), Tourves, La Celle, Brignoles, Vins-sur-Caramy, Cabasse, Carcès (confluence).

## Affluents
Le Caramy a douze affluents référencés :

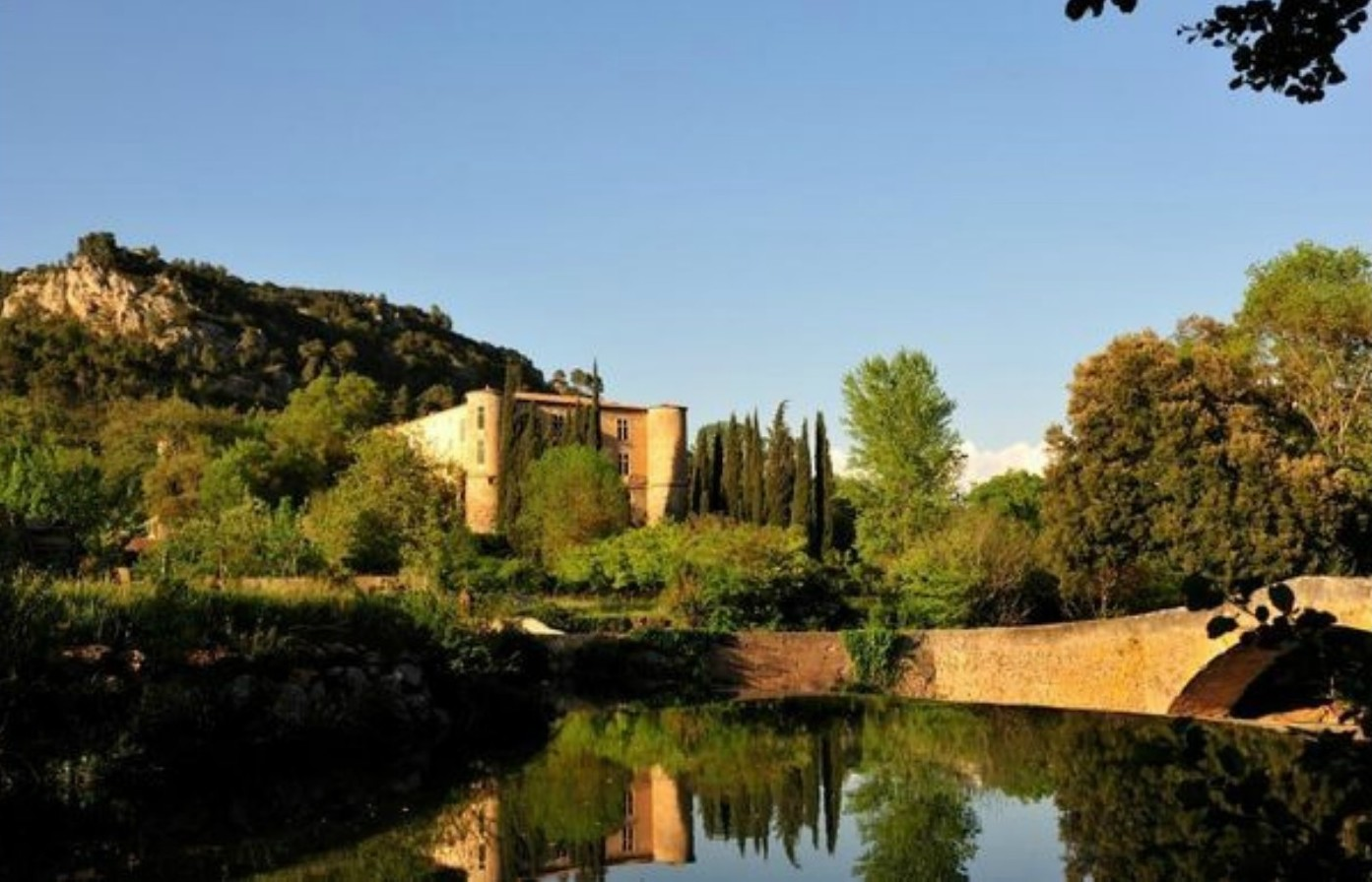
Le château de Vins et le Caramy.

- le Petit Gaudin,
- le Grand Gaudin[6],
- la Foux,
- l'Eissariade[7],
- le Ruisseau de l'Escarelle[8],
- le Ruisseau de Vaubelle[9],
- le Ruisseau de Cologne[10],
- le Val de Camps[11] (qui prend sa source à Camps-la-Source, sa confluence avec le Caramy se situant au lieu-dit « Saint Jean »), avec trois affluents :
  - le Ruisseau d'Argentis,
  - le Vallat du moulin,
  - le Valat du Plan,
- le Vallon de Pourraque[12],
- le Vallon de Fontiade,
- le Vallon des Adrets,
- l'Issole avec neuf affluents et trois sous-affluents donc un rang de Strahler de trois. Le rang de Strahler est donc de quatre[13].

## Hydrologie
À la station hydrologique Y5105010, le Caramy a été observé depuis le 1er septembre 1972. Le module est de 2,22 m3/s à Vins-sur-Caramy pour un bassin versant de 215 km2 et à 172 m d'altitude

## Toponymie
L'origine hydronymique celto-ligure serait similaire à celle de la rivière Cauron. L'étymon serait carrawam, soit l'eau -a(q)uam- qui porte ou charrie (carro). Est-ce que le cauron voisin était considéré plus important (débit de crue, position plus orientale de sa vallée?) ? Il reste que l'évolution provençale d'une forme diminutive tardive en cara(wa)mil(lus) aurait laissé le Caramy.[réf. nécessaire]
L'usage comme rivière de flottage du bois et d'autres matériaux pondéreux locaux en saison de crue serait antique.[réf. nécessaire]